# 名犬萊西
《名犬萊西》為日本動畫公司製作的世界名作劇場系列第22部的動畫作品。改編自英國作家艾瑞克·奈特的作品《靈犬萊西》（萊西回家，Lassie Come Home）。自1996年1月14日播至同年1996年8月18日，全26集。

## 故事
1930年代後半的時候，在英國北部的約克郡的礦山的山腳有一個格林諾爾橋村。約翰的父親是礦山的事務長，母親則是護士。他幫助共同努力工作的父母親，與班上同學柯林與珊蒂一起度過每一天，有一天約翰在村子附近看到了一隻迷路的小狗，他把牠命名為「萊西」，並且把牠帶回家養。
不管對於什麼都很感興趣，而在村子裡面來回奔跑的萊西，對約翰非常的著迷。萊西還只是隻小狗，還是喜歡依靠媽媽的年紀。在相同的星空下，約翰與萊西兩人互相在一起而拉近了彼此的距離，慢慢的成長到配的上少年的最佳拍檔而健壯的名犬。但是不久之後煤礦坑突然產不出煤礦來了，由於事出突然的原因讓萊西和約翰被迫分開(萊西被賣掉了)，在萊西逃出的時候算起，往約翰的所在之處開始了1600公里的嚴酷旅程。

## 登場人物與配音員陣容

### 主要人物
約翰‧凱拉克勞
配音員：日高奈留美
本故事的主角。是個獨生子，父母平時出外工作，讓他多少感覺很寂寞，有一天在道路旁發現萊西，並把牠撿回家養育牠。9歲的他有個非常堅強的個性。在威靈頓礦山即將關閉的時候他跑了進去，讓山姆相信絕對會有煤礦出來的，他與其他的採礦工人一起持續的挖著煤礦。由於每天都很不懈怠的照料萊西，讓萊西也很喜歡他。
萊西
配音員：山崎巧(小狗時期：田中真弓)
蘇格蘭牧羊犬。約翰第一位好朋友。原本是格林諾爾橋村上游的水閘門的守衛，古德曼所飼養的，在格林諾爾橋的草原的地方，被約翰幫助。一開始很喜歡惡作劇，不過後來牠變成一隻非常優秀的狗，在學校結束的15點10分前，牠都會從家裡出來去迎接約翰。

### 約翰的朋友
柯林‧瓊斯
配音員：田中真弓
約翰的好朋友。是個個性內向又害羞的少年，知識非常豐厚。他的家是村子裡唯一一所的雜貨店，也有處理信件的事情。平常都在看管商店，信件送達和店裡的幫手等等。不過他也是發現菊石化石的人，對魯德林礦山有功勞的人。
珊蒂‧莫納漢
配音員：松倉羽鶴
約翰的朋友，是個個性堅強的女孩子，年紀與約翰相同，對約翰來說她就像他的大姊一樣，好像很喜歡約翰。家裡經營著牧場，很擅長擠牛奶。外出的時候她大致上都是騎腳踏車出門。
普莉西拉‧魯德林
配音員：國府田麻理子
魯德林公爵的孫女，也是在公爵一族裡唯一一目瞭然的人。是個大小姐，多少有點任性。對萊西非常感興趣，與約翰是好朋友，她是個有著一顆非常溫柔的心的美少女。從困住萊西的牢籠裡，把牠解救出來。父親在印度工作著。

### 約翰的家人
山姆‧凱拉克勞
配音員：野島昭生
約翰的父親。在煤礦礦坑做著事務員的工作。身受礦工們的信賴，由於一早就要開始工作，而晚上又很晚回來，所以與約翰接觸的機會很少。不過是個對人非常溫柔的爸爸。
梅麗莎‧凱拉克勞
配音員：吉田理保子
約翰的母親，山姆的妻子。在霍普醫生的診所裡工作的護士。由於村裡只有她1個護士，所以通常都是很忙的。因此也有夜間加班，一整天不在家的時候，不過是個堅強又對人很溫柔的媽媽。

### 柯林的家人
理查‧瓊斯
配音員：田中亮一
柯林的父親，在格林諾爾橋村裡是食品雜貨店的老闆。

### 珊蒂的家人
比利‧莫納漢
配音員：阪口大助
珊蒂的哥哥。與妹妹一同在牧場裡幫忙。
莫納漢
配音員：丸山詠二
珊蒂與比利的爺爺。在牧場上放牧著羊，是個很合善的老爺爺。
菲利浦‧莫納漢
配音員：丸山詠二
珊蒂與比利的父親。做事稍微嚴格了一些，不過是個好爸爸。
安妮‧莫納漢
配音員：佐藤愛
珊蒂與比利的母親。

### 普莉西拉的家人
魯德林公爵
配音員：寺島幹夫
普莉西拉的爺爺，是威靈頓礦山的擁有著，也是個公爵。在工作的時候相當嚴厲。在世界名作劇場中，他是五等爵位中最高的一位。
海因斯
配音員：平野正人
魯德林家的庭園師和照顧馬的人。個性多少有些邪惡，還有以自我為中心的地方。
彼得
配音員：鹽屋浩三
魯德林家的廚師長。對人非常的好。

### 福雷斯特一家
福雷斯特奶奶
配音員：津田延代
阿爾伯特的母親，也是羅伊的奶奶，她是住在約翰家斜對面的老婆婆，早起來時就隔著窗子看著街上發生的事情。因此，村裡發生了什麼事情她通通都知道。是個有點愛管閒事的老婆婆。
阿爾伯特‧福雷斯特
配音員：福田信昭
福雷斯特奶奶的兒子。20年前他和母親大吵大鬧的離家出走，一直以來一直沒有和任何人聯繫。在貿易成功的時候，在倫敦建造一個家，打算迎接他母親一起來住。
羅伊‧福雷斯特
配音員：安達忍
阿爾伯特的兒子。

### 學校的人們
羅伯特‧柯瑞
配音員：島田敏
約翰、柯林還有珊蒂他們去學校上課的級任老師。個性嚴厲又很認真，也有很迷糊的地方，他很忠厚老實又很有熱情，之後與麵包店老闆的女兒美雅麗結婚。
史匹納
配音員：佐藤智惠
約翰的同學。是個非常害羞內向的少年。

### 格林諾爾橋村的其他人
霍伯醫生
配音員：佐藤正治
格林諾爾橋村裡唯一的醫生。興趣是釣魚，在午休的時候他都會來河邊，是個充滿活力的老伯伯。
布萊德‧漢米爾頓
配音員：島田敏
在威靈頓礦坑工作的礦工，在礦山遭到面臨關閉危機的時候搬家了。
漢米爾頓夫人
配音員：吉田美保
布萊德的妻子。在她生小寶寶的時候，梅麗莎當時這個護士在一旁陪伴著她。
亨利
配音員：稻葉實
在威靈頓礦坑工作的礦工，在礦山遭到面臨關閉危機的時候搬家了。
莫頓
配音員：村松康雄
因為腹膜炎所引起的心臟病的發作，測底的讓霍伯醫生照顧的叔叔。有點任性，霍普醫生對他說「請將身體放輕鬆」。
古德曼
配音員：辻親八
水閘門的守衛。話非常多而且說的話非常令人討厭，事實上他本性並不壞。在最初是發現萊西的人。
布洛克
配音員：田中和實
威靈頓礦坑來的新礦工。對人非常的好，水滲透到礦坑的時候，還有到最後與山姆一起環顧煤礦礦坑的四周情況。
艾爾洛伊
配音員：山崎巧
被分配到煤礦礦山的事務員，是個的年輕人，做為山姆的助手，很有自信但也有點自私，但是，他對自己的要求很高。有次他把工資分配錯誤了，來向山姆道歉。
艾爾洛伊夫人
配音員：深水由美
艾爾洛伊的妻子。是個非常年輕漂亮的美女。要追求她的人也不在其數。
柏恩森
配音員：石森達幸
在礦山工作的老伯伯，平常總是喝醉酒。原本是做著火車司機的工作，不過，之後轉行為礦坑的裡工作的修理人員。
沃爾曼
配音員：鹽屋浩三
代替柏恩森的火車司機。因為要遵從交通規則，所以無法破例通融，約翰他們因此不能搭乘火車。
尼爾遜
配音員：中嶋聰彥
在格林諾爾橋村的肉店的老闆。對萊西非常的喜歡，因此給萊西的肉都會算牠便宜一點的。
杜漢
配音員：山下啟介
威靈頓礦坑的所長。人很小氣，山姆來找他商談的時候，他幾乎都不出面。因此來採礦的工人對他的信賴度並不高。
洛利
配音員：掛川裕彦
來格林諾爾橋村的五金行的老闆。但是五金行的狗的表演並不是免費讓人看的。對人非常的好。
萊斯
配音員：平尾仁彰
格林諾爾橋村的麵包店老闆。個性非常的性急。他所有的卡車的引擎很快就用壞了。
美雅麗‧萊斯
配音員：野田順子
麵包店老闆萊斯的女兒。是村子裡第一名的美女，烤出來的麵包非常好吃，這是約翰給她的評價。故事進展到後半部的時候，她與柯瑞老師結婚了。
愛昂‧柯伯
配音員：大塚明夫
在約克郡出生的28歲男子。是個高大的男子有著很強大的力氣。沉默寡言又很勤奮工作的他深受大家的信賴，但有時候也會被大家給誤解了。他和動物的關係非常的要好。
布魯克
配音員：廣瀨正志
為了尋找在倫敦偷金塊的強盜犯，而來到了格林諾爾橋村的警長。做警察這一行大約15年左右，只要被他自己盯上的嫌疑犯，既使他並不是也會全力去逮捕的，是個稍微有點卑劣的警長。
華爾特
配音員：柴本浩行
布魯克警長的部下，是名警官。與布魯克不同，他不會做那麼卑劣的事情，以那樣的方式去追捕犯人的。
班傑明
配音員：西村知道
來格林諾爾橋村公演的馬戲團的團長。總是用鞭子虐待大象羅薩琳洛，但在與約翰認識之後，他才有所改變，變的比較和善了。
莎拉
配音員：平松晶子
馬戲團裡的童星，是裡面唯一的女孩子。
克莉絲
配音員：西村千奈美
去郊遊的時候，柯林遇見的女孩子。她的母親在上個月去澳大利亞的途中過世了，她與柯林一起挖出對媽媽有所懷念的紀念品。
賈維
配音員：茶風林
1個人住在格林諾爾橋村的老爺爺。使喚著送藥來的約翰，看來起好像很壞心，不過說他說不定人是很好的。
珀金斯夫人
配音員：伊藤美紀
住在格林諾爾橋村的珀金斯一家裡的女主人。當村子裡出現流行感冒時，而家族全員發病的時候，把兒子傑克委託約翰照顧。
傑克‧珀金斯
配音員：南杏子
珀金斯夫人的孩子，年紀大概3到4歲。在他為高熱所苦的時候，是由約翰來照顧他的。
教授
配音員：岸野幸正
在大學是教地質學方面的教授。個性稍微有點傲慢。威靈頓礦坑出產不出煤礦的時候，並沒有去做詳細調查，他卻做出了威靈頓礦坑應該要全部封山的結論。
貝爾
配音員：川津泰彦
在威靈頓礦坑工作的礦工。身材圓圓胖胖的，對人非常的好。
丹
配音員：山野史人
萊西在旅途中腳受傷時，去幫助牠的農夫老爺爺。總是非常的親切照顧牠，並為萊西取名為赫賽夫這個名字。自己的兒子在第一次世界大戰的時候戰死了。對萊西來說這是牠旅行中最溫馨的時刻。
黛麗
配音員：鈴木玲子
丹的妻子。十分細心照顧著受傷的萊西，是個非常和善的老奶奶。但是在觸摸到萊西的時候，感覺到牠有牠想要去的地方，就把萊西放走了。
麥克尼斯
配音員：鹽屋浩三
倫敦新報的新聞記者。是他把約翰和萊西的報導拿掉的罪魁禍首，不過他也有很厲害的地方。

### 其他動物
賓果
珊蒂家裡飼養的牧羊犬。年齡很大，已經相當是爺爺年紀的狗了。
小聰明
一隻貓咪。不清楚是哪種品種的貓。
小美麗
普莉西拉專用的白馬。還沒有被馴服的很好，不太喜歡出遠門。
托茲
洛利家裡飼養的狗兒。非常聰明會表演各式各樣的技能。
貝絲
洛利家裡飼養的驢子。為五金行拉貨灘子做生意。
穆
珊蒂家所飼養的乳牛。萊西就是喝著牠的奶長大的。
穆寶貝
穆所生下的小牛。
羅薩琳洛
馬戲團裡被馴服的大象。總是被鞭子鞭打的虐待牠，非常的可憐。
菊石亞綱
或稱為『菊石』，已呈現化石狀態。遠古時代還活著的生物，死後變成現在的媒。在礦坑內由珊蒂所發現的。

## 主題歌、插入歌
- 片頭曲『永不完結的故事』(第1話~第26話)
  - 作詞：富田京子、歌：森岡純、作曲：桐生千弘、編曲：笹路正德
- 片尾曲『少年的山丘』(第1話~第26話)
  - 作詞：森雪之承、歌：森岡純、作曲：桐生千弘、編曲：笹路正德

※沒有插入歌。

## 標題播映表
| 話數 | 副標題                       | 播映日        | 腳本     | 分鏡             | 演出              | 作畫監督         |
| ---- | ---------------------------- | ------------- | -------- | ---------------- | ----------------- | ---------------- |
| 1    | 我不是孤獨一人的             | 1996年1月14日 | 松井亞彌 | 片淵須直         | 片淵須直          | 井上銳           |
| 2    | 大騷動的看家                 | 1996年1月21日 | 松井亞彌 | 片淵須直         | 片淵須直          | 佐藤好春         |
| 3    | 再見了！萊西                 | 1996年1月28日 | 松井亞彌 | 片淵須直         | 片淵須直          | 大城勝           |
| 4    | 爸爸的發薪日                 | 1996年2月4日  | 松井亞彌 | 片淵須直、青山弘 | 片淵須直          | 井上銳           |
| 5    | 6英里的懇求條件              | 1996年2月11日 | 松井亞彌 | 渡邊慎一         | 片淵須直          | 佐藤好春         |
| 6    | 在暴風雨中跑過去             | 1996年2月18日 | 松井亞彌 | 小林孝志         | 片淵須直          | 大城勝           |
| 7    | 逮捕圍巾小偷                 | 1996年2月25日 | 三井秀樹 | 片淵須直         | 片淵須直          | 井上銳           |
| 8    | 最討厭萊西！                 | 1996年3月3日  | 松井亞彌 | 片淵須直         | 片淵須直 藤本次朗 | 佐藤好春         |
| 9    | 從天空來的淘氣小姐           | 1996年3月10日 | 松井亞彌 | 片淵須直         | 片淵須直 藤本次朗 | 大城勝           |
| 10   | 第一次做蛋糕                 | 1996年3月17日 | 三井秀樹 | 寺東克己         | 片淵須直 藤本次朗 | 井上銳           |
| 11   | 普莉西拉，最後的任性         | 1996年4月21日 | 松井亞彌 | 藤森一真         | 藤本次朗          | 佐藤好春         |
| 12   | 火災是誰引起的               | 1996年4月28日 | 松井亞彌 | 寺東克己         | 片淵須直          | 大城勝           |
| 13   | 珊蒂是偷牛的小偷？           | 1996年5月5日  | 松井亞彌 | 片淵須直         | 中西伸彰          | 井上銳           |
| 14   | 追蹤可疑高大的男子！         | 1996年5月12日 | 松井亞彌 | 寺東克己         | 中西伸彰          | 大城勝           |
| 15   | 洗刷愛昂的冤屈！             | 1996年5月19日 | 松井亞彌 | 寺東克己         | 藤本次朗          | 井上銳           |
| 16   | 危急！幫助霍伯醫生           | 1996年6月2日  | 三井秀樹 | 神谷純           | 藤本次朗          | 佐藤好春         |
| 17   | 柯瑞老師的結婚               | 1996年6月9日  | 松井亞彌 | 飯島正勝         | 西田健一          | 大城勝           |
| 18   | 大騷動！馬戲團裡的大象逃跑了 | 1996年6月16日 | 三井秀樹 | 寺東克己         | 藤本次朗          | 森中正春         |
| 19   | 柯林的初戀與寶物             | 1996年6月23日 | 松井亞彌 | 中西伸彰         | 中西伸彰          | 井上銳           |
| 20   | 不好了！媽媽病倒了！         | 1996年6月30日 | 三井秀樹 | 飯島正勝         | 藤本次朗          | 大城勝           |
| 21   | 想與奶奶見面                 | 1996年7月7日  | 松井亞彌 | 片淵須直         | 中西伸彰          | 井上銳           |
| 22   | 約翰的決心，救助礦山！       | 1996年7月28日 | 松井亞彌 | 紅優             | 吉田健次郎        | 森中正春         |
| 23   | 加油！約翰，保護萊西！       | 1996年8月4日  | 松井亞彌 | 片淵須直         | 藤本次朗          | 井上銳           |
| 24   | 消息不明，尋找萊西！         | 1996年8月11日 | 松井亞彌 | 片淵須直         | 中西伸彰          | 平松禎史         |
| 25   | 萊西回來了                   | 1996年8月18日 | 松井亞彌 | 紅優             | 片淵須直          | 井上銳、森川聰子 |
| 26   | 向夢那一方奔跑吧！           | 電視未播映    | 松井亞彌 | 片淵須直         | 片淵須直          | 森中正春         |

## 外部連結
- 互联网电影数据库（IMDb）上《名犬萊西》的资料（英文）